# Ankaratrix cancrops
Ankaratrix cancrops is een hooiwagen uit de familie Triaenonychidae. De wetenschappelijke naam van Ankaratrix cancrops gaat terug op Lawrence.